# Powiat Hermagor
Powiat Hermagor (niem. Bezirk Hermagor) – powiat w Austrii, w kraju związkowym Karyntia. Siedziba powiatu znajduje się w mieście Hermagor-Pressegger See.

## Geografia
Powiat leży w Południowych Alpach Wapiennych, część północna w Alpach Gailtalskich, południowe krańce powiatu przy granicy państwa znajdują się w Alpach Karnickich. Pomiędzy dwoma pasmami ciągnie się długa dolina Lesachtal przechodząca w Obergailtal i dalej Untergailtal.
Powiat Hermagor na południu graniczy z Włochami (regiony: Wenecja Euganejska i Friuli-Wenecja Julijska), na zachodzie graniczy z powiatem Villach-Land, na północy z powiatem Spittal an der Drau a na zachodzie z tyrolską eksklawą, powiatem Lienz.

## Podział administracyjny
Powiat podzielony jest na siedem gmin, w tym jedną gminą miejską (Stadt), dwie gminy targowe (Marktgemeinde) oraz cztery gminy wiejskie (Gemeinde).
| Miasta 1. Hermagor-Pressegger See (68 dzielnic, 6951 mieszk.) Gminy targowe 1. Kirchbach (31 dzielnic, 2492 mieszk.) 2. Kötschach-Mauthen (31 dzielnic, 3340 mieszk.) | Gminy 1. Dellach (12 dzielnic, 1195 mieszk.) 2. Gitschtal (10 dzielnic, 1234 mieszk.) 3. Lesachtal (32 dzielnice, 1264 mieszk.) 4. St. Stefan im Gailtal (20 dzielnic, 1575 mieszk.) |

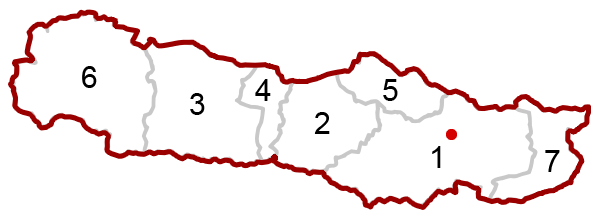
Podział powiatu na gminy

| (stan liczby mieszkańców 1 stycznia 2023) | |